# Астратово (Псковский район)
Астратово — деревня в Логозовской волости Псковского района Псковской области России.
Расположена в 15 км к западу от Пскова и в 5 км к западу от Неёлово-2 и в 2 км от деревни Дуброво.

## Население
| 2001 | 2002 | 2010 | 2012 |
| ---- | ---- | ---- | ---- |
| 2    | ↘1   | ↘0   | ↗1   |